# (117388) Jamiemoore
(117388) Jamiemoore est un astéroïde de la ceinture principale.

## Description
(117388) Jamiemoore est un astéroïde de la ceinture principale. Il fut découvert le 18 décembre 2004 au Mont Lemmon par Mount Lemmon Survey. Il présente une orbite caractérisée par un demi-grand axe de 2,43 UA, une excentricité de 0,20 et une inclinaison de 3,1° par rapport à l'écliptique.